# Schlacht von Haliartos
Haliartos – Nemea – Koroneia – Korinth – Lechaion
In der Schlacht von Haliartos kämpfte 395 v. Chr. ein Heer unter spartanischer Führung gegen ein thebanisches Heer. Während die Spartaner den Ort Haliartos belagerten, wurden sie von einem thebanischen Entsatzheer angegriffen und in die Flucht geschlagen. Der spartanische Heerführer Lysander fiel in dieser Schlacht, die den Beginn des Korinthischen Krieges darstellt, der acht Jahre währen sollte.

## Operative Absicht und Ausgangslage
Der persische Satrap Pharnabazos hatte 396/395 v. Chr. Timokrates von Rhodos als Unterhändler zu den führenden griechischen Städten geschickt, um diesen finanzielle Unterstützung für den Fall einer Kriegserklärung gegen Sparta anzubieten. Sparta hatte sich bereits seit einiger Zeit den Unmut der anderen Städte zugezogen, die nun bereitwillig dieses Angebot annahmen. Insbesondere war Theben daran interessiert, Sparta aus Böotien oder ganz Mittelgriechenland fernzuhalten, um seine eigene Position dort auszubauen. Es ging jedoch nicht direkt gegen Sparta vor, sondern überredete die verbündeten Lokrer Phokis, einen Verbündeten Spartas, anzugreifen. Theben war dabei verpflichtet, seinem Bundesgenossen im Kampf bei zu stehen. Parallel dazu hatte Theben Athen um Hilfe gebeten und ein ewiges Bündnis zwischen Athen und Böotien geschlossen.
Mittlerweile hatte aber auch Phokis bereits Sparta um Unterstützung gebeten. Die Spartaner sahen dies als günstige Gelegenheit, Theben als Konkurrenten in Mittelgriechenland auszuschalten, und planten, zwei Armeen gegen Theben zu führen. Eine aus Spartanern und peloponnesischen Bundesgenossen bestehende Armee, ohne die Korinther, sollte unter Pausanias Führung den Weg nach Norden nehmen. Gleichzeitig sollte Lysander eine Armee aus Phokis, Orchomenos und anderen Verbündeten aus dem Nordwesten Griechenlands nach Süden führen. Die Armeen sollten bei dem Ort Haliartos vereinigt werden, um danach gegen Theben zu operieren. Pausanias’ Abmarsch aus der Peloponnes verzögerte sich jedoch. So kam Lysander mit seiner Armee bei Haliartos an, als die zweite Armee noch einen Tagesmarsch entfernt war.

## Verlauf der Schlacht
Lysander wollte das Eintreffen des spartanischen Bürgerheeres nicht abwarten, ließ seine Bündnertruppen vor Haliartos aufmarschieren und forderte die Bevölkerung auf, sich von Theben loszusagen und ihm die Stadt zu übergeben. Nachdem ihm dies auf Betreiben der in Haliartos anwesenden Thebaner verweigert worden war, griff er die Befestigungen an. In unmittelbarer Nähe befand sich ein thebanisches Heer aus Hopliten und Reiterei, das Lysander entweder nicht aufgeklärt, oder dessen Angriffslust er unterschätzt hatte. Dieses trat unverzüglich gegen Lysander an, stellte seine Armee vor den Mauern der Stadt und schlug sie, wobei Lysander fiel. Zunächst führungslos, wich die aus Bundesgenossen aufgestellte spartanische Armee in die nahe gelegenen Berge aus, sammelte sich dort aber wieder und fügte den zu heftig verfolgenden und auf schmale Pfade zusammengedrängten Thebanern empfindliche Verluste durch Speerwürfe, Pfeile und hinabgerollte Felsen zu. Die Verfolgung wurde nach kurzer Zeit abgebrochen, und die Reste der thebanischen Armee zogen sich nach Haliartos zurück.

## Weitere Ereignisse
Am nächsten Tag löste sich die Armee des gefallenen Lysander auf, und die Kontingente zogen zurück in ihre Heimatstädte. Der aufkommende Siegesjubel der Thebaner endete aber abrupt, als Pausanias kurz darauf mit seiner Armee vor den Toren Haliartos’ erschien. Er griff jedoch nicht an, sondern lagerte vor der Stadt. Auch in den nächsten drei Tagen bot er keine Schlacht an, und die Thebaner fühlten sich ihrerseits zu schwach, es mit den Spartanern aufzunehmen. Nach Xenophon beriet sich Pausanias mit seinen Offizieren, mit dem Ergebnis, dass die Moral der Truppe angesichts der vielen Gefallenen vor der Stadt, darunter Lysander, ein Gefecht nicht zulasse, auch soll die starke böotische Reiterei bei diesen Beratungen als zwingendes Argument gegen eine erneute Schlacht angeführt worden sein. Gleichwohl verlangte die Tradition, die Gefallenen nicht unbestattet dort liegen zu lassen. Andererseits wollte man es der Truppe nicht zumuten, innerhalb Speerwurfweite vor den Mauern die Gefallenen zu bergen. Drei Tage nach der Schlacht erschien ein athenisches Entsatzheer, das ebenfalls, nicht weit von den Spartanern, sein Lager aufschlug. Nachdem sich das Kräfteverhältnis nun endgültig zu Ungunsten Spartas verschoben hatte, verhandelte Pausanias mit den Thebanern über einen Waffenstillstand zur Bergung der Gefallenen. Dies wurde ihm unter der Bedingung des sofortigen Abzuges aus Böotien zugesagt und so vereinbart.
Bei der Rückkehr nach Sparta wurde Pausanias von Lysanders Anhängern wegen seines verspäteten Eintreffens angeklagt und musste ins Exil gehen. Mit Lysanders Tod und Pausanias Exilation blieb von den Hauptakteuren spartanischer Politik nur noch Agesilaos übrig, der in den folgenden Jahren tonangebend war.

## Bedeutung der Schlacht
Trotz des taktischen Sieges der Thebaner und des anschließenden Rückzugs Spartas aus Böotien hatte die Schlacht keine weitreichende Bedeutung. Der damit begonnene Korinthische Krieg sollte noch weitere acht Jahre dauern. Da letztlich kein Sieg gegen die Spartaner erfochten worden war, sondern lediglich gegen Verbündete Spartas unter spartanischer Führung, war auch der Nimbus der Unbesiegbarkeit nicht angekratzt. Der einzige Gewinner war Persien, da Agesilaos seine Truppen aus Ionien abziehen musste und Persien dort somit wieder freie Hand hatte.